# Jezioro Trzcińskie
Jezioro Trzcińskie – przepływowe jezioro wytopiskowe w woj. pomorskim, w pow. bytowskim, w gminie Miastko, leżące na terenie Pojezierza Bytowskiego.
Według urzędowego spisu opracowanego przez Komisję Nazw Miejscowości i Obiektów Fizjograficznych (KNMiOF) nazwa tego jeziora to Jezioro Trzcińskie. W różnych publikacjach i na mapach topograficznych jezioro to występuje pod nazwą Trzcińskie Duże.
Powierzchnia zwierciadła wody według różnych źródeł wynosi od 25,0 ha do 29,2 ha.
Zwierciadło wody położone jest na wysokości 127,6 m n.p.m.